# Stephen Carr
Stephen Babeson Carr (Dublino, 30 agosto 1976) è un ex calciatore irlandese, di ruolo difensore.

## Caratteristiche
Era un difensore che veniva prevalentemente impiegato nel ruolo di terzino destro.

## Carriera

### Club
A quindici anni è passato dalla Stella Maris, per cui aveva giocato fin da bambino, alle giovanili del Tottenham Hotspur, scelto dall'allora manager degli Spurs Osvaldo Ardiles. Ha debuttato in prima squadra il 23 settembre 1994, nella sfida in trasferta sul campo dell'Ipswich Town. Ha dovuto attendere fino al campionato 1996-1997 prima di conquistare un posto da titolare, quando ha totalizzato ventisei apparizioni in Premier League.
Ha vinto l'edizione del 1999 della Coppa di Lega con il Tottenham, contribuendo anche alla vittoria per 1-0 in finale contro il Leicester City. Nel campionato 1999-2000 ha segnato una rete contro i campioni in carica del Manchester United.
Durante l'estate 2001 ha accusato dei problemi al ginocchio e si è fatto operare nel mese di settembre. Ha saltato tutto il campionato 2001-2002, poiché è tornato a disposizione solo a ottobre 2002.
Ad agosto 2004 ha firmato per il Newcastle United di Bobby Robson, che lo ha ingaggiato in cambio di due milioni di sterline e il calciatore si è legato al club con un contratto quinquennale. Poco dopo, Robson è stato licenziato dal presidente Freddy Shepherd ed è stato sostituito da Graeme Souness che, proprio come Robson, ha visto in Carr un titolare della squadra. Carr ha debuttato il 14 agosto 2004, nel pareggio per 2-2 contro il Middlesbrough. Ha giocato in ventisei partite del campionato 2004-2005, segnando una rete. Il primo gol, infatti, è arrivato con un tiro dalla distanza contro il Southampton. Ha aiutato il Newcastle a raggiungere i quarti di finale della Coppa UEFA e le semifinali di FA Cup 2003-2004. Il Newcastle ha terminato il campionato al quattordicesimo posto.
Nella stagione successiva ha totalizzato solo 19 presenze in campionato, a causa dei persistenti problemi al ginocchio che lo hanno tenuto fuori per due mesi. Il club ha terminato al settimo posto, dopo il licenziamento di Souness e l'ingaggio di Glenn Roeder come allenatore.
Carr è stato una delle principali vittime degli infortuni tra i calciatori del Newcastle nel campionato 2006-2007 e, a causa di un piede fratturato, è stato fuori per alcuni mesi. È tornato nel pareggio per 2-2 contro il West Ham United, il 20 gennaio 2007. In questa partita si è ritrovato nell'inedita posizione di terzino sinistro, a causa delle buone prestazioni di Nolberto Solano sulla fascia destra, in sua assenza. Nel campionato 2007-2008 ha visto aumentare la concorrenza per un posto da titolare nel Newcastle, a causa degli arrivi di Habib Beye e Geremi Njitap. Kevin Keegan, al termine del campionato, ha deciso di non rinnovargli il contratto e di rilasciarlo insieme a Peter Ramage e James Troisi.
Ha sostenuto un provino con il Leicester City, su richiesta di Nigel Pearson, con cui aveva lavorato al Newcastle.
Il 1º dicembre 2008 ha annunciato il suo ritiro. A febbraio 2009 ha quindi sostenuto un provino per il Birmingham City, uscendo così dal suo ritiro. Ha poi firmato un contratto di durata mensile il 23 febbraio.

### Nazionale
Carr ha giocato per il suo Paese in tutte le rappresentative. Ha saltato il campionato del mondo 2002 a causa di un infortunio.
Si è inizialmente ritirato dalle partite con l'Irlanda dopo la mancata qualificazione al campionato del mondo 2006, dopo 39 apparizioni in Nazionale; poi è stato convinto a ripensarci dal nuovo tecnico Steve Staunton. A causa dei problemi fisici, ha abbandonato definitivamente la selezione irlandese il 14 novembre 2007.

## Statistiche

### Presenze e reti nei club
| Stagione          | Squadra           | Campionato        | Campionato | Campionato | Coppe nazionali | Coppe nazionali | Coppe nazionali | Coppe continentali | Coppe continentali | Coppe continentali | Altre coppe | Altre coppe | Altre coppe | Totale | Totale |
| Stagione          | Squadra           | Comp              | Pres       | Reti       | Comp            | Pres            | Reti            | Comp               | Pres               | Reti               | Comp        | Pres        | Reti        | Pres   | Reti   |
| ----------------- | ----------------- | ----------------- | ---------- | ---------- | --------------- | --------------- | --------------- | ------------------ | ------------------ | ------------------ | ----------- | ----------- | ----------- | ------ | ------ |
| 1994-1995         | Tottenham         | PL                | 1          | 0          | FACup+CdL       | 0+1             | 0               | -                  | -                  | -                  | -           | -           | -           | 2      | 0      |
| 1995-1996         | Tottenham         | PL                | 0          | 0          | FACup+CdL       | 0+0             | 0               | INT                | 2                  | 0                  | -           | -           | -           | 2      | 0      |
| 1996-1997         | Tottenham         | PL                | 26         | 0          | FACup+CdL       | 1+3             | 0               | -                  | -                  | -                  | -           | -           | -           | 30     | 0      |
| 1997-1998         | Tottenham         | PL                | 38         | 0          | FACup+CdL       | 3+2             | 0               | -                  | -                  | -                  | -           | -           | -           | 43     | 0      |
| 1998-1999         | Tottenham         | PL                | 37         | 0          | FACup+CdL       | 7+8             | 0+1             | -                  | -                  | -                  | -           | -           | -           | 52     | 1      |
| 1999-2000         | Tottenham         | PL                | 34         | 3          | FACup+CdL       | 0+1             | 0               | CU                 | 4                  | 0                  | -           | -           | -           | 39     | 3      |
| 2000-2001         | Tottenham         | PL                | 28         | 3          | FACup+CdL       | 2+3             | 0               | -                  | -                  | -                  | -           | -           | -           | 33     | 3      |
| 2001-2002         | Tottenham         | PL                | 0          | 0          | FACup+CdL       | 0+0             | 0               | -                  | -                  | -                  | -           | -           | -           | 0      | 0      |
| 2002-2003         | Tottenham         | PL                | 30         | 0          | FACup+CdL       | 1+1             | 0               | -                  | -                  | -                  | -           | -           | -           | 32     | 0      |
| 2003-2004         | Tottenham         | PL                | 32         | 1          | FACup+CdL       | 3+4             | 0               | -                  | -                  | -                  | -           | -           | -           | 39     | 1      |
| Totale Tottenham  | Totale Tottenham  | Totale Tottenham  | 226        | 7          |                 | 40              | 1               |                    | 6                  | 0                  |             | -           | -           | 272    | 8      |
| 2004-2005         | Newcastle         | PL                | 26         | 1          | FACup+CdL       | 4+0             | 0               | CU                 | 9                  | 0                  | -           | -           | -           | 41     | 1      |
| 2005-2006         | Newcastle         | PL                | 19         | 0          | FACup+CdL       | 2+0             | 0               | INT                | 3                  | 0                  | -           | -           | -           | 24     | 0      |
| 2006-2007         | Newcastle         | PL                | 23         | 0          | FACup+CdL       | 0+1             | 0               | INT+CU             | 2+6                | 0                  | -           | -           | -           | 27     | 0      |
| 2007-2008         | Newcastle         | PL                | 10         | 0          | FACup+CdL       | 2+0             | 0               | -                  | -                  | -                  | -           | -           | -           | 12     | 0      |
| Totale Newcastle  | Totale Newcastle  | Totale Newcastle  | 78         | 1          |                 | 9               | 0               |                    | 20                 | 0                  |             | -           | -           | 107    | 1      |
| 2008-2009         | Birmingham        | FLC               | 13         | 0          | FACup+CdL       | 0+0             | 0               | -                  | -                  | -                  | -           | -           | -           | 13     | 0      |
| 2009-2010         | Birmingham        | PL                | 35         | 0          | FACup+CdL       | 4+1             | 0               | -                  | -                  | -                  | -           | -           | -           | 40     | 0      |
| 2010-2011         | Birmingham        | PL                | 38         | 0          | FACup+CdL       | 1+5             | 0               | -                  | -                  | -                  | -           | -           | -           | 44     | 0      |
| 2011-2012         | Birmingham        | FLC               | 20         | 0          | FACup+CdL       | 1+0             | 0               | UEL                | 3                  | 0                  | -           | -           | -           | 24     | 0      |
| 2012-2013         | Birmingham        | FLC               | 0          | 0          | FACup+CdL       | 0+0             | 0               | -                  | -                  | -                  | -           | -           | -           | 0      | 0      |
| Totale Birmingham | Totale Birmingham | Totale Birmingham | 106        | 0          |                 | 12              | 0               |                    | 3                  | 0                  |             | -           | -           | 121    | 0      |
| Totale carriera   | Totale carriera   | Totale carriera   | 410        | 8          |                 | 61              | 1               |                    | 29                 | 0                  |             | -           | -           | 500    | 9      |

### Presenze e reti in nazionale
| Cronologia completa delle presenze e delle reti in nazionale ― Irlanda | Cronologia completa delle presenze e delle reti in nazionale ― Irlanda | Cronologia completa delle presenze e delle reti in nazionale ― Irlanda | Cronologia completa delle presenze e delle reti in nazionale ― Irlanda | Cronologia completa delle presenze e delle reti in nazionale ― Irlanda | Cronologia completa delle presenze e delle reti in nazionale ― Irlanda | Cronologia completa delle presenze e delle reti in nazionale ― Irlanda | Cronologia completa delle presenze e delle reti in nazionale ― Irlanda |
| Data                                                                   | Città                                                                  | In casa                                                                | Risultato                                                              | Ospiti                                                                 | Competizione                                                           | Reti                                                                   | Note                                                                   |
| ---------------------------------------------------------------------- | ---------------------------------------------------------------------- | ---------------------------------------------------------------------- | ---------------------------------------------------------------------- | ---------------------------------------------------------------------- | ---------------------------------------------------------------------- | ---------------------------------------------------------------------- | ---------------------------------------------------------------------- |
| 28-4-1999                                                              | Dublino                                                                | Irlanda                                                                | 2 – 0                                                                  | Svezia                                                                 | Amichevole                                                             | -                                                                      |                                                                        |
| 29-5-1999                                                              | Dublino                                                                | Irlanda                                                                | 0 – 1                                                                  | Irlanda del Nord                                                       | Amichevole                                                             | -                                                                      |                                                                        |
| 9-6-1999                                                               | Dublino                                                                | Irlanda                                                                | 1 – 0                                                                  | Macedonia                                                              | Qual. Euro 2000                                                        | -                                                                      |                                                                        |
| 1-9-1999                                                               | Dublino                                                                | Irlanda                                                                | 2 – 1                                                                  | Jugoslavia                                                             | Qual. Euro 2000                                                        | -                                                                      | 66’                                                                    |
| 4-9-1999                                                               | Zagabria                                                               | Croazia                                                                | 1 – 0                                                                  | Irlanda                                                                | Qual. Euro 2000                                                        | -                                                                      |                                                                        |
| 8-9-1999                                                               | Ta' Qali                                                               | Malta                                                                  | 2 – 3                                                                  | Irlanda                                                                | Qual. Euro 2000                                                        | -                                                                      |                                                                        |
| 13-11-1999                                                             | Dublino                                                                | Irlanda                                                                | 1 – 1                                                                  | Turchia                                                                | Qual. Euro 2000                                                        | -                                                                      |                                                                        |
| 17-11-1999                                                             | Bursa                                                                  | Turchia                                                                | 0 – 0                                                                  | Irlanda                                                                | Qual. Euro 2000                                                        | -                                                                      | 6’                                                                     |
| 30-5-2000                                                              | Dublino                                                                | Irlanda                                                                | 1 – 2                                                                  | Scozia                                                                 | Amichevole                                                             | -                                                                      |                                                                        |
| 4-6-2000                                                               | Chicago                                                                | Messico                                                                | 2 – 2                                                                  | Irlanda                                                                | USA Cup 2000                                                           | -                                                                      |                                                                        |
| 6-6-2000                                                               | Foxborough                                                             | Stati Uniti                                                            | 1 – 1                                                                  | Irlanda                                                                | USA Cup 2000                                                           | -                                                                      |                                                                        |
| 11-6-2000                                                              | East Rutherford                                                        | Sudafrica                                                              | 1 – 2                                                                  | Irlanda                                                                | USA Cup 2000                                                           | -                                                                      |                                                                        |
| 2-9-2000                                                               | Amsterdam                                                              | Paesi Bassi                                                            | 2 – 2                                                                  | Irlanda                                                                | Qual. Mondiali 2002                                                    | -                                                                      |                                                                        |
| 7-10-2000                                                              | Lisbona                                                                | Portogallo                                                             | 1 – 1                                                                  | Irlanda                                                                | Qual. Mondiali 2002                                                    | -                                                                      |                                                                        |
| 11-10-2000                                                             | Dublino                                                                | Irlanda                                                                | 2 – 0                                                                  | Estonia                                                                | Qual. Mondiali 2002                                                    | -                                                                      |                                                                        |
| 25-4-2001                                                              | Dublino                                                                | Irlanda                                                                | 3 – 1                                                                  | Andorra                                                                | Qual. Mondiali 2002                                                    | -                                                                      | 66’                                                                    |
| 2-6-2001                                                               | Dublino                                                                | Irlanda                                                                | 1 – 1                                                                  | Portogallo                                                             | Qual. Mondiali 2002                                                    | -                                                                      | 13’                                                                    |
| 6-6-2001                                                               | Tallinn                                                                | Estonia                                                                | 0 – 2                                                                  | Irlanda                                                                | Qual. Mondiali 2002                                                    | -                                                                      |                                                                        |
| 12-2-2003                                                              | Glasgow                                                                | Scozia                                                                 | 0 – 2                                                                  | Irlanda                                                                | Amichevole                                                             | -                                                                      |                                                                        |
| 29-3-2003                                                              | Tbilisi                                                                | Georgia                                                                | 1 – 2                                                                  | Irlanda                                                                | Qual. Euro 2004                                                        | -                                                                      |                                                                        |
| 2-4-2003                                                               | Tirana                                                                 | Albania                                                                | 0 – 0                                                                  | Irlanda                                                                | Qual. Euro 2004                                                        | -                                                                      |                                                                        |
| 30-4-2003                                                              | Dublino                                                                | Irlanda                                                                | 1 – 0                                                                  | Norvegia                                                               | Amichevole                                                             | -                                                                      |                                                                        |
| 7-6-2003                                                               | Dublino                                                                | Irlanda                                                                | 2 – 1                                                                  | Albania                                                                | Qual. Euro 2004                                                        | -                                                                      | 36’                                                                    |
| 11-6-2003                                                              | Dublino                                                                | Irlanda                                                                | 2 – 0                                                                  | Georgia                                                                | Qual. Euro 2004                                                        | -                                                                      |                                                                        |
| 19-8-2003                                                              | Dublino                                                                | Irlanda                                                                | 2 – 1                                                                  | Australia                                                              | Amichevole                                                             | -                                                                      | 58’                                                                    |
| 6-9-2003                                                               | Dublino                                                                | Irlanda                                                                | 1 – 1                                                                  | Russia                                                                 | Qual. Euro 2004                                                        | -                                                                      |                                                                        |
| 9-9-2003                                                               | Dublino                                                                | Irlanda                                                                | 2 – 2                                                                  | Turchia                                                                | Amichevole                                                             | -                                                                      | 90’                                                                    |
| 11-10-2003                                                             | Basilea                                                                | Svizzera                                                               | 2 – 0                                                                  | Irlanda                                                                | Qual. Euro 2004                                                        | -                                                                      | 28’                                                                    |
| 18-11-2003                                                             | Dublino                                                                | Irlanda                                                                | 3 – 0                                                                  | Canada                                                                 | Amichevole                                                             | -                                                                      | 46’                                                                    |
| 18-2-2004                                                              | Dublino                                                                | Irlanda                                                                | 0 – 0                                                                  | Brasile                                                                | Amichevole                                                             | -                                                                      |                                                                        |
| 18-8-2004                                                              | Dublino                                                                | Irlanda                                                                | 1 – 1                                                                  | Bulgaria                                                               | Amichevole                                                             | -                                                                      | 52’                                                                    |
| 4-9-2004                                                               | Dublino                                                                | Irlanda                                                                | 3 – 0                                                                  | Cipro                                                                  | Qual. Mondiali 2006                                                    | -                                                                      | 70’                                                                    |
| 8-9-2004                                                               | Basilea                                                                | Svizzera                                                               | 1 – 1                                                                  | Irlanda                                                                | Qual. Mondiali 2006                                                    | -                                                                      | 10’                                                                    |
| 9-10-2004                                                              | Saint-Denis                                                            | Francia                                                                | 0 – 0                                                                  | Irlanda                                                                | Qual. Mondiali 2006                                                    | -                                                                      |                                                                        |
| 13-10-2004                                                             | Dublino                                                                | Irlanda                                                                | 2 – 0                                                                  | Fær Øer                                                                | Qual. Mondiali 2006                                                    | -                                                                      |                                                                        |
| 26-3-2005                                                              | Tel Aviv                                                               | Israele                                                                | 1 – 1                                                                  | Irlanda                                                                | Qual. Mondiali 2006                                                    | -                                                                      | 42’                                                                    |
| 8-6-2005                                                               | Tórshavn                                                               | Fær Øer                                                                | 0 – 2                                                                  | Irlanda                                                                | Qual. Mondiali 2006                                                    | -                                                                      |                                                                        |
| 17-8-2005                                                              | Dublino                                                                | Irlanda                                                                | 1 – 2                                                                  | Italia                                                                 | Amichevole                                                             | -                                                                      | 57’                                                                    |
| 7-9-2005                                                               | Dublino                                                                | Irlanda                                                                | 0 – 1                                                                  | Francia                                                                | Qual. Mondiali 2006                                                    | -                                                                      | 59’                                                                    |
| 8-10-2005                                                              | Strovolos                                                              | Cipro                                                                  | 0 – 1                                                                  | Irlanda                                                                | Qual. Mondiali 2006                                                    | -                                                                      |                                                                        |
| 12-10-2005                                                             | Dublino                                                                | Irlanda                                                                | 0 – 0                                                                  | Svizzera                                                               | Qual. Mondiali 2006                                                    | -                                                                      |                                                                        |
| 16-8-2006                                                              | Dublino                                                                | Irlanda                                                                | 0 – 4                                                                  | Paesi Bassi                                                            | Amichevole                                                             | -                                                                      | 46’                                                                    |
| 2-9-2006                                                               | Stoccarda                                                              | Germania                                                               | 1 – 0                                                                  | Irlanda                                                                | Qual. Euro 2008                                                        | -                                                                      |                                                                        |
| 22-8-2007                                                              | Aarhus                                                                 | Danimarca                                                              | 0 – 4                                                                  | Irlanda                                                                | Amichevole                                                             | -                                                                      |                                                                        |
| Totale                                                                 |                                                                        | Presenze                                                               | 44                                                                     |                                                                        | Reti                                                                   | 0                                                                      |                                                                        |

## Palmarès

### Competizioni nazionali
- Coppa di Lega inglese: 2

Tottenham: 1998-1999
Birmingham: 2010-2011

### Competizioni internazionali
- Coppa Intertoto UEFA: 1

Newcastle: 2006-2007